# The Lost Patrol Band (musikalbum)
The Lost Patrol Band är svenska rockgruppen The Lost Patrol Bands självbetitlade tredje album, utgivet på Burning Heart Records (CD) och Ny våg Records (LP).

## Låtlista
1. "Feels Like Drowning" – 2:53
2. "Golden Times" – 2:24
3. "Get Ready" – 2:45
4. "Hanging On" – 2:19
5. "Pick Me Up" – 3:53
6. "A Girl Like You" – 2:43
7. "A Dose of You" – 2:58
8. "Let Me In" – 2:27
9. "My Heart Is Still a Mess" – 3:17
10. "Can't Stand the Quiet" – 3:23

## Medverkande
- Daniel Berglund – mixning, tekniker, producent, slagverk
- Josefine Julén – foto
- Jonas Lidström – orgel, bakgrundssång
- Dennis Lyxzén – sång, gitarr
- Robert Pettersson – artwork, bas, bakgrundssång
- André Sandström – trummor
- David Sandström – bakgrundssång
- Anders Stenberg – gitarr, bakgrundssång
- Stefan Granberg – gitarr, bas, bakgrundssång, producent
- Pelle Henricsson – mastering

## Mottagande
The Lost Patrol Band har medelbetyget 2,6/5 på Kritiker.se, som sammanställer bland annat skivrecensioner, baserat på tre omdömen.